# El arte de la amistad
El arte de la amistad (en inglés, Final Portrait, literal Retrato final) es una película británica de 2017 escrita y dirigida por Stanley Tucci. Esta protagonizada por Geoffrey Rush, acompañado de Armie Hammer, Clémence Poésy, Tony Shalhoub, James Faulkner y Sylvie Testud.
La película fue presentada en el Festival Internacional de Cine de Berlín el 11 de febrero de 2017 y fue estrenada en Reino Unido el 18 de agosto de 2017, distribuida por Vertigo Releasing. Se estrenará en Estados Unidos el 23 de marzo de 2018, distribuida por Sony Pictures Classics.

## Sinopsis
En París, en 1964, el famoso pintor y escultor Alberto Giacometti le propone al escritor y crítico de arte estadounidense James Lord que posara para él para un retrato en su estudio durante un par de días. Halagado por la petición, Lord acepta y altera sus planes de vuelta a casa. Pero los días se convierten en semanas y se da cuenta de que su vida entera ha sido malgastada por este errático genio a causa de la falta de disciplina y su incapacidad para concentrarse. En el estudio, Lord ve pasar los estados de ánimo del artista de la alegría a la frustración, siempre influido por su musa, Caroline, una joven prostituta parisina.

## Reparto
- Geoffrey Rush como Alberto Giacometti.[1]
- Armie Hammer como James Lord.[2]
- Clémence Poésy como Caroline.[3]
- Tony Shalhoub como Diego Giacometti.
- James Faulkner como Pierre Matisse.
- Sylvie Testud como Annette Brazo.

## Producción
El 2 de febrero de 2015 Geoffrey Rush aceptó participar en el proyecto y se unió al reparto de la película. El 13 de mayo de 2015 Armie Hammer se sumó al reparto de la película. El 12 de febrero de 2016 Tony Shalhoub, Clémence Poésy y Sylvie Testud aceptaron colaborar en la película. El rodaje y la fotografía principal empezó el 15 de febrero de 2016.

## Estreno
La película se presentó en el Festival Internacional de Cine de Berlín, el 11 de febrero de 2017. Poco después, Vertigo Releasing y Sony Pictures Classics adquirieron los derechos de emisión en Reino Unido y Estados Unidos, respectivamente. Fue estrenada en Reino Unido el 18 de agosto de 2017 y en Estados Unidos el 23 de marzo de 2018.

## Recepción
Recibió un 73 % de aprobación en Rotten Tomatoes, basándose en 46 críticas, con una media de 6.6/10. En Metacritic, la película obtuvo un índice de 77/100, sobre una base de 10 críticas, colocando el aviso de "generalmente revisiones favorables".